# Orthomerus
Orthomerus là một chi khủng long, được Seeley mô tả khoa học năm 1883.